# Nieger Károly
Nieger Károly (Frankfurt am Main, 1863 – ?) festőművész
Az 1800-as évek végén Párizsban, a Julian Akadémiára járt, ahol festészetet tanult, de megtalálható a neve Magyar Képzőművészeti Egyetem jogelődjének hallgatói névsorában is, az 1896–98-as években. Minden bizonnyal az esztergomi vasútvonal átadása (1895) körüli időszakban költözött Solymárra, ahol a vasútállomás (a 2010-es évek vége óta megállóhely) felvételi épületének szomszédságában vásárolt telken épített érdekes kiképzésű, kissé erődítményszerű lakóházat. 1906-ban viszont eladta telkét és lakóházát egy szintén Budapestről kiköltöző (hivatali munkája mellett egyben ugyancsak képzőművészetekkel is foglalkozó) tisztviselő, idősebb Valkó [Walkó] László családjának, s attól kezdve eltűnt a solymári közéletből, sőt más forrásokban sem bukkan fel a neve.
Nem kizárt, hogy volt valami kapcsolat a később Valkó-ház, illetve Nieger–Valkó-kúria néven ismertté vált lakóháza, és az 1902–1903 körül épült pilisszentiváni Borbála-kápolna közt, hiszen mindkettő építésénél láthatóan az volt a fő szempont, hogy az egyszerű tégla alakzatból hozzanak létre minél változatosabb formavilágú épületrészeket.
A nevéhez köthető solymári lakóházból indult 1929-től egészen nyugdíjazásáig rendszeres helytörténeti kutató- és régészeti feltáró utakra dr. Valkó Arisztid, a közelben létesült, de a 19. század végére szinte teljesen elpusztult solymári vár romjainak első feltárója; az általa felkutatott leletekből az élete végéig magánkiállítást is működtetett az időközben műemléki jellegűvé nyilvánított épületben.

## Művei
Nieger Károly a solymári alkotóművészetek első, helyben kimutatható mestere volt. 1903-ban négy nagy méretű vászonképet festett a solymári templom szentélyébe, és kifestette a hajó két boltozati szakaszát is. Török József és Legeza László teóriája szerint Nieger Károly – akit a művészettörténet nem tart számon a jelentős festők között – más külföldi művészek képeit másolhatta le e festmények készítésekor, de ezt nem tudták igazolni, hiszen egyetlen olyan, nagyobb festők által jegyzett alkotást sem találtak, ami ezek bármelyikének előképe lehetett volna. Végkövetkeztetésül Török József úgy vélte: a képek stílusa alapján az tűnik a legvalószínűbbnek, hogy Nieger egyházi képeslapok rajzait vette alapul, és azokat dolgozta ki többméteres nagyságú faliképekké.